# Umedalens bibliotek
Umedalens bibliotek är ett av närbiblioteken inom Umeå kommun. Biblioteket är placerat i Västangårds skola och är ett integrerat folk- och skolbibliotek.

## Historik
Umedalens bibliotek ligger i det gamla Umedalens sjukhus. Biblioteket har funnits på området sedan första början, då som ett medicinskt bibliotek. I slutet av 1970-talet kunde även allmänheten besöka biblioteket och 1994 blev det ett integrerat folk- och skolbibliotek under Västangårds skolas ansvar.

## Biblioteket idag
Umedalens bibliotek ingår i Umeåregionens samarbete, där ingående kommuner samarbetar i frågor som rör biblioteken. De 24 folkbiblioteken i samarbetet använder samma bibliotekskort. Media som inte finns inne på närmsta bibliotek kan skickas från ett annat av biblioteken. Lånen kan också återlämnas på valfritt av dessa bibliotek.
Samarbetet är ett resultat av projektet Bibliotek 2007. Ett då omskrivet moderniseringsprojekt med en budget på 10 miljoner kronor varav 5 miljoner beviljades från EU:s strukturfonder.